# Бурдаківці (потік)
Бурдаківці, Бурдяковецький — потік в Україні у Чортківсському районі Тернопільської області. Правий доплив річки Збруча (басейн Дністра).

## Опис
Довжина потоку 10 км, найкоротша відстань між витоком і гирлом — 8,21  км, коефіцієнт звивистості річки — 1,22 . Формується декількома безіменними струмками та загатами.

## Розташування
Бере початок на південно-східній стороні від села Дубівки. Тече переважно на південний схід через село Бурдаківці і на північно-східній околиці селища Скала-Подільська впадає у річку Збруч, ліу притоку річки Дністра.
Накселені пункти вздовж берегової смуги: Гуштин.

## Цікаві факти
- У селі Гуштин правий доплив потоку перетинає автошлях Т 2001[2] (автомобільний шлях територіального значення в Тернопільській області. Проходить територією Бучацького, Чортківського та Борщівського районів).
- На потоку існують природне джерело та газова свердловина[3].